# Hie-jinja
Hie-jinja (jap. 日枝神社) – chram shintō w Tokio, w rządowej dzielnicy Nagata-chō, niedaleko budynku parlamentu (okręg specjalny Chiyoda), w Japonii.

## Historia
W 1478 roku Dōkan Ōta (1432–1486), (właśc. Sukenaga Ōta), poeta, wojownik, mnich buddyjski zbudował zamek Edo na miejscu obecnego Pałacu Cesarskiego. Jednocześnie wzniósł na jego terenie chram o nazwie Sannō-Hie ku czci opiekuńczego kami tego zamku Ōyamakui-no-kami (znanego także jako Hie-no-kami), bóstwa góry Hie w prefekturze Shiga. Gdy siogun Ieyasu Tokugawa zaczął rządzić Japonią z zamku Edo na początku XVII wieku, został patronem chramu i oddawał cześć bóstwu jako obrońcy miasta Edo. 
W 1607 roku chram przeniesiono poza teren zamku Edo do rejonu Hayabusa-chō, w pobliżu obecnego Teatru Narodowego (Kokuritsu Gekijō). W 1657 roku chram Hie i większość miasta Edo została zniszczona przez pożar, ale dwa lata później siogun Ietsuna Tokugawa kazał odbudować chram w obecnej lokalizacji w dekoracyjnym stylu „japońskiego baroku” gongen-zukuri. Haiden, honden i brama Rōmon (wieżowa) były tak wspaniałe, że zostały uznane za skarby narodowe. 
Podczas II wojny światowej budynki sanktuarium spłonęły ponownie wskutek bombardowania Tokio w 1945 roku. Obecne zostały zbudowane w 1958 roku.

## Festiwal
Corocznie w połowie czerwca odbywa się festiwal Sannō Matsuri, jeden z trzech najsłynniejszych w Tokio. Pozostałe dwa to: Kanda Matsuri i Fukagawa Matsuri. Pełna wersja festiwalu odbywa się w latach parzystych, na przemian z pełną wersją Kanda Matsuri – w latach nieparzystych. Festiwal trwa ponad tydzień. Jego główną atrakcją (tylko w latach parzystych) jest kilkugodzinna parada, która przechodzi przez centrum Tokio. Zaczyna się ona i kończy w chramie Hie, który jest odpowiedzialny za organizację festiwalu. W czasie parady naczelny kapłan chramu Hie wchodzi do Pałacu Cesarskiego, aby modlić się o pokój, szczęście i dobrobyt rodziny cesarskiej. Chram Hie jako jedyny w Japonii posiada ten przywilej.

## Galeria

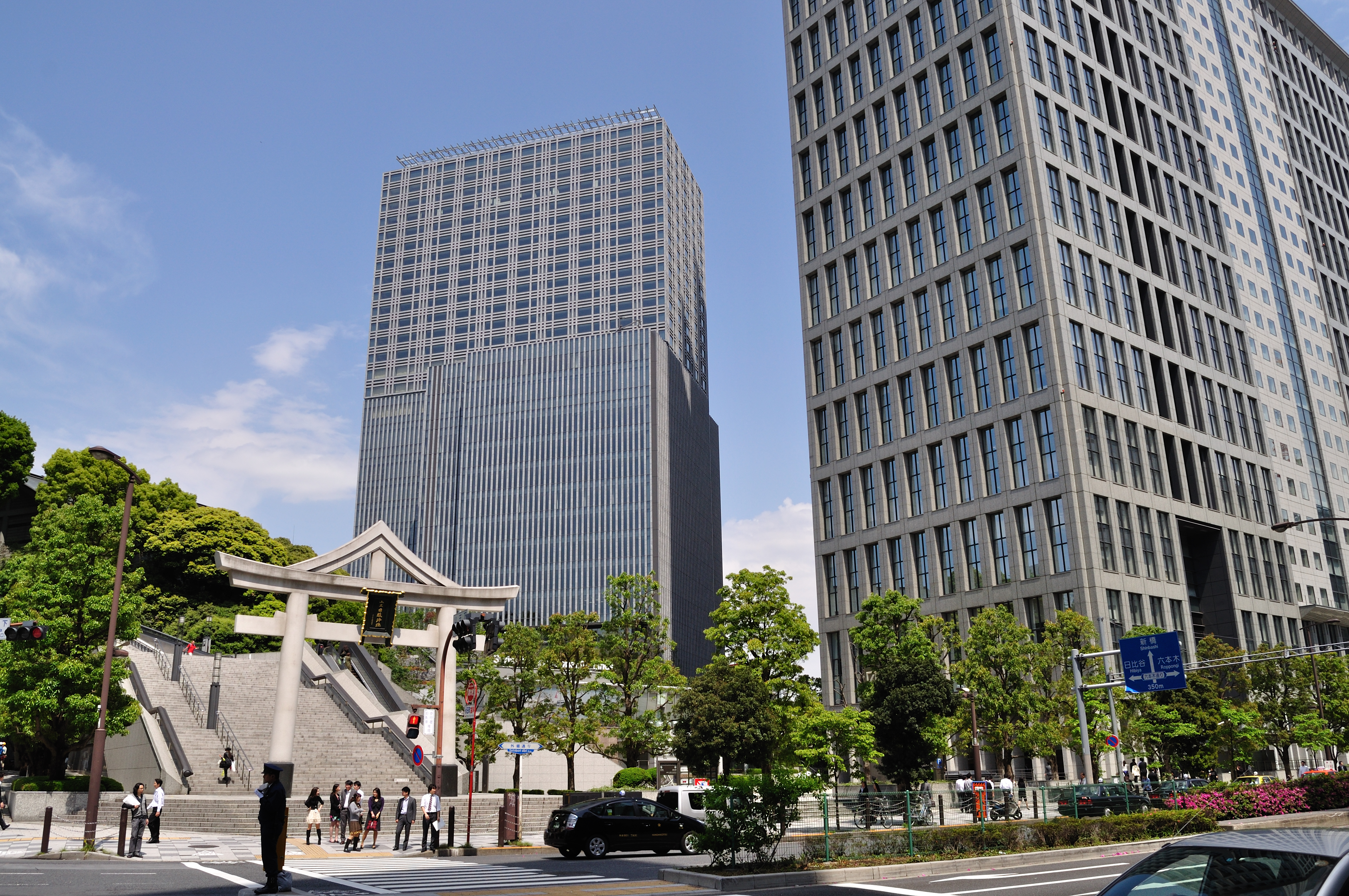
Torii wejście do chramu
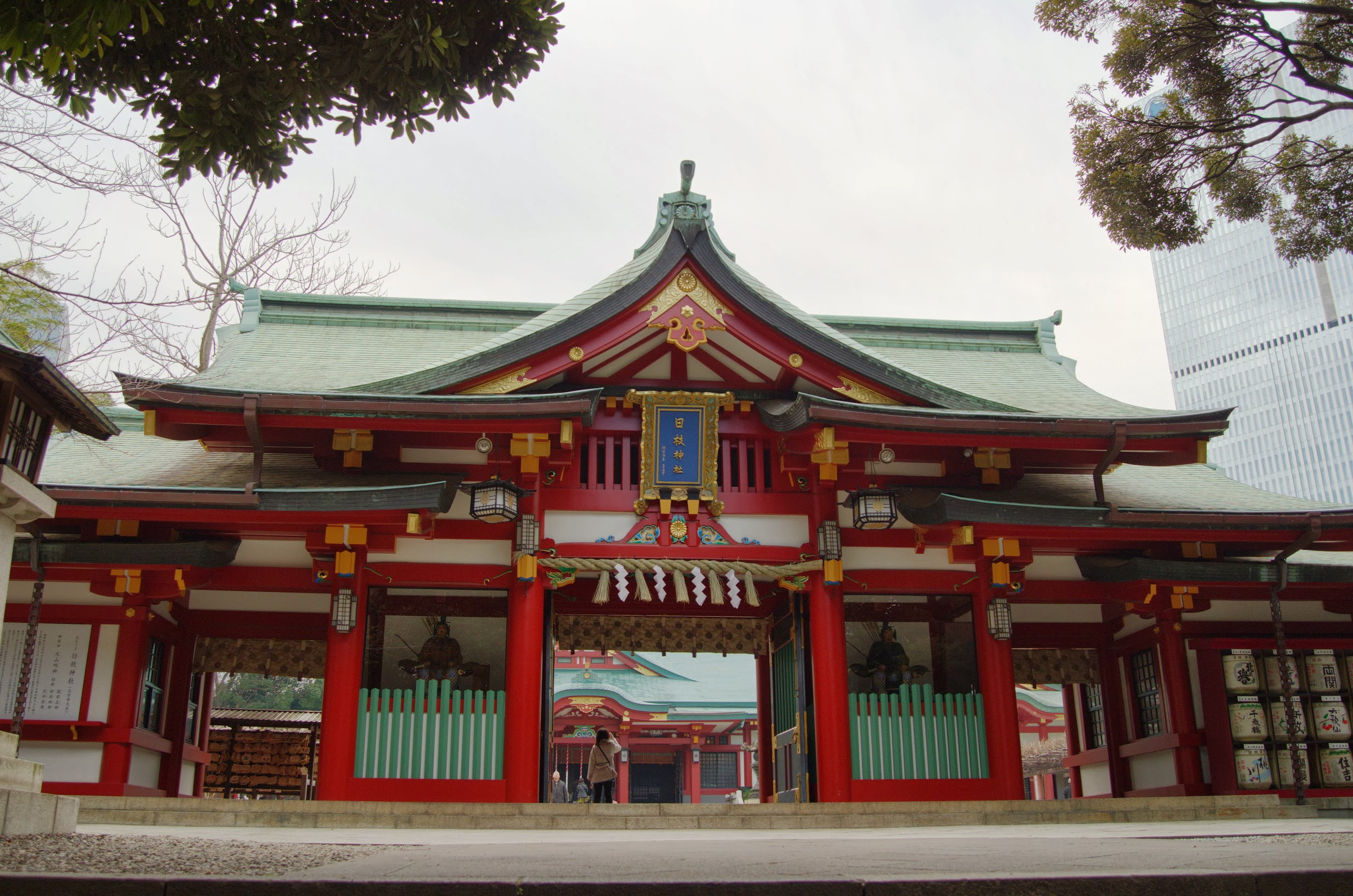
Główna brama
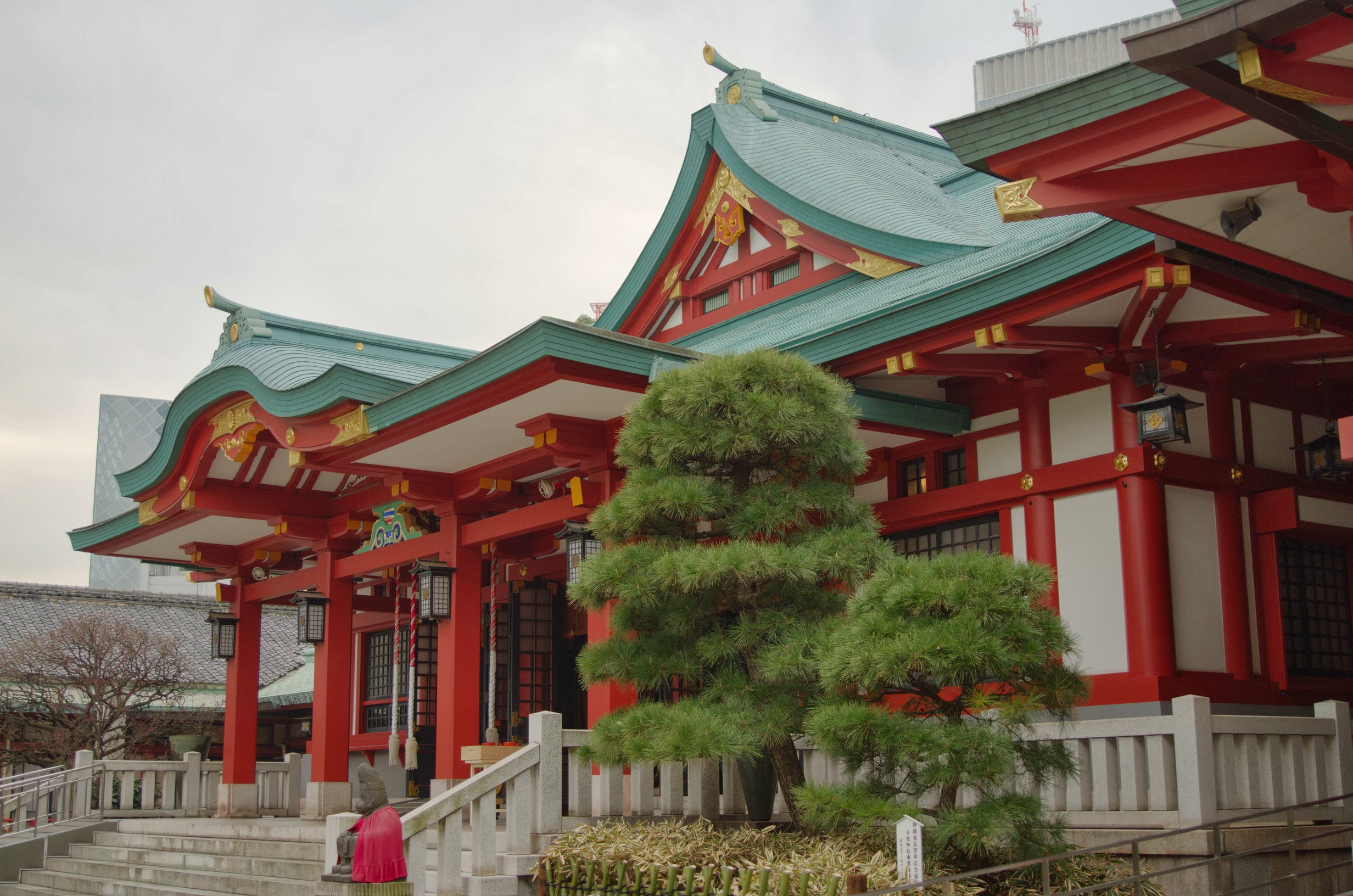
Honden, główny pawilon
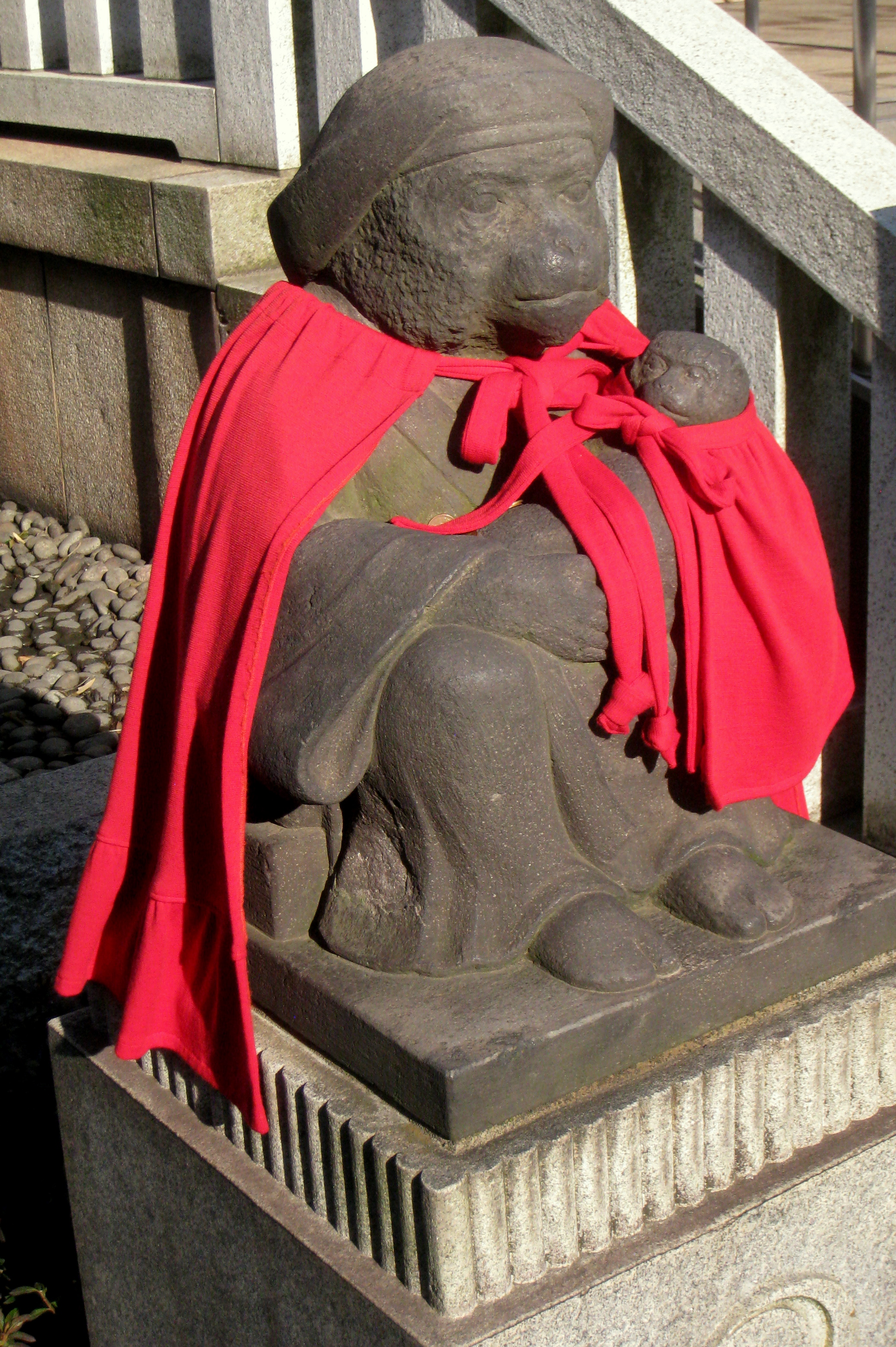
Małpy, strażnicy chramu[b]